# キラメキアワー
『キラメキアワー』は、日本の音楽グループEvery Little Thingの32枚目のシングル。2007年8月8日発売。

## 解説
前作『スイミー』から約1年ぶりとなる2007年第1弾シングル。本作からレンタル盤でもコピーコントロールを回避した（レンタル盤のCCCD回避は30thシングル『ハイファイ メッセージ』以来である）。
当初は7月18日発売予定だったが、諸事情により3週間遅れの8月8日に発売となった。
プロモーションビデオは長野県、CDジャケットは千葉県九十九里浜で撮影された。
GyaOの動画中で「進んで声が出るようになった」と発言している。
CDには収録されていないリミックスの「キラメキアワー (AKAKAGE in the water)」がミュゥモで限定配信されている。

## 収録曲
全作詞：持田香織
1. キラメキアワー
（作曲：多胡邦夫 / 編曲：林真史）
「ECCジュニア」CMソング
日本テレビ系『いただきマッスル!』8月エンディングテーマ
日本テレビ系『ミラクル☆シェイプ』8月エンディングテーマ
2. 夏色夏夢
（作曲：渡辺和紀 / 編曲：中村康就）
日本テレビ系『THE・サンデー』エンディングテーマ（6、7月）
本作のみの収録である。
3. キラメキアワー (Instrumental)
4. 夏色夏夢 (Instrumental)

## 収録アルバム
キラメキアワー
- 『Door』※アレンジ、新録音されたミックスとして収録
- 『Every Best Single 〜COMPLETE〜』
- 『Every Best Single 2 〜MORE COMPLETE〜』
- 『Every Best Single 2 〜laTe period〜』